# Mahlsdorfer Linde
Die Mahlsdorfer Linde ist ein Naturdenkmal im Berliner Ortsteil Mahlsdorf des Bezirks Marzahn-Hellersdorf.

## Geschichte
Die Mahlsdorfer Linde ist eine der ältesten Winterlinden im Ortsteil Mahlsdorf und steht vor der alten Pfarrkirche an der Hönower Straße. Sie ist nur 10 Meter hoch und hat einen respektablen Umfang von 4,45 Metern. Ihr Alter wird auf mindestens 300 Jahre geschätzt, sie wurde im Jahr 1995 für 8000 Deutsche Mark saniert, mit Stahlseilen gesichert und eingezäunt.